# Moyo (go)
Cette page contient des caractères spéciaux ou non latins. S’ils s’affichent mal (▯, ?, etc.), consultez la page d’aide Unicode.
Pour les articles homonymes, voir Moyo.
Moyo (模様, moyō) est un terme technique du go qui désigne un territoire potentiel sur le goban en début de partie.

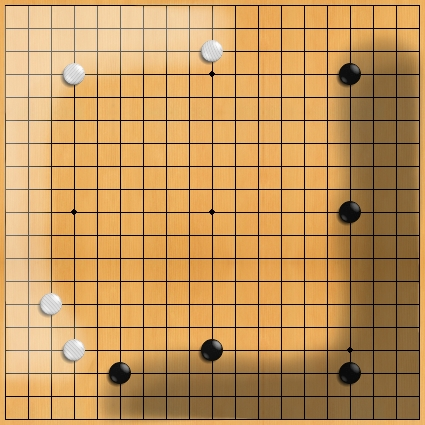
Les blancs ont un moyo à gauche, et les noirs ont un moyo à droite dans cet exemple de début de partie.

Il s'agit d'un territoire potentiel qui consiste généralement en des pierres non reliées entre elles et séparées par une certaine distance. Le début du jeu consiste le plus souvent à s'affronter pour obtenir des moyos en tentant d'étendre son propre territoire, ou d'envahir ou de réduire celui de son adversaire. Ce terme est souvent traduit par « cadre », « potentiel » ou « mur ».